# Maurice Deprez
Maurice Deprez, belgijski hokejist, * 1886, Bruselj, Belgija, † ?.
Deprez je bil hokejski napadalec, ki je igral za belgijsko reprezentanco na Poletnih olimpijskih igrah 1920 v Antwerpnu, ko je z reprezentanco osvojil šesto mesto, in Evropskem prvenstvo 1913, ko je z reprezentanco osvojil zlato medaljo.